# Jane Volturi

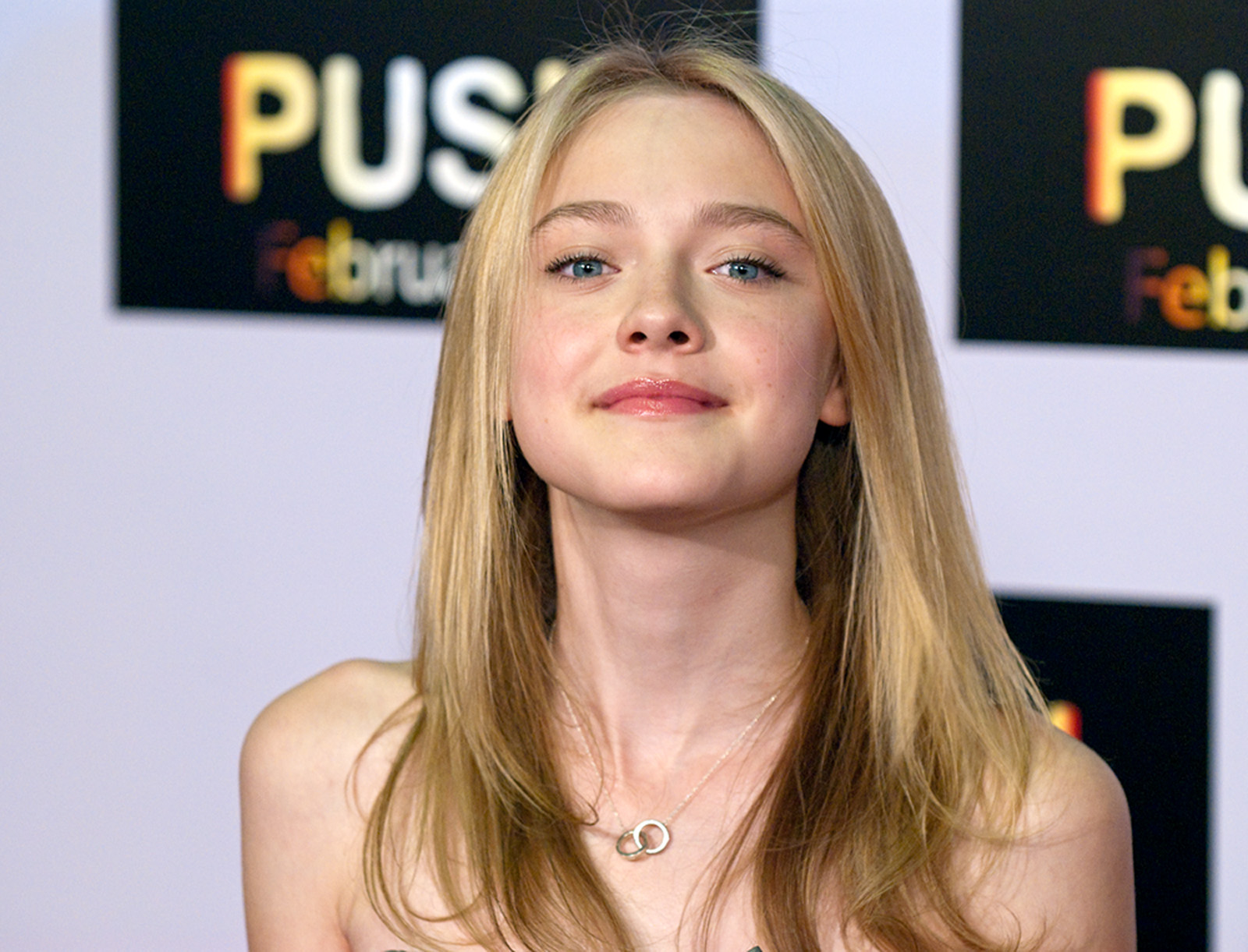
Americká herečka Dakota Fanning, která ztvárnila roli Jane Volturi.

Jane Volturi je hrdinka filmu Twilight sága: Nový měsíc a upírka královského rodu upírů sídlících v italském městě Volterra. Ve světě upírů působí Volturiovi jako policie hlídající několik tisíc let staré zákony světa nesmrtelných. Má talent, které vlastní jen někteří upíři, spočívá v ovládaní mysli způsobující bolest, která je velmi silná, obvykle se oběť svalí na zem a tam se svíjí bolestí. Jane se poprvé objeví ve filmu Twilight sága: Nový měsíc, kde mučí Edwarda Cullena (Robert Pattinson) pohledem a také poprvé zjistí, že je Bella Swanová (Kristen Stewartová) proti ní a Arovi Volturiovi (Michael Sheen) imunní.

## Postava
Jane je malá, ale překrásná upírka s rubínově červenýma a zářícíma očima. Má lehce rezavé až blonďaté vlasy stažené do drdolu. Téměř vždy, když vychází z Volterrského hradu má na sobě plášť nebo kabát s kapucí. Má dokonalý obličej, i když věk mladé upírky je 3000 let. Roli Jane ve filmu ztvárnila americká herečka Dakota Fanning.

## Volturiovi
Volturiovy jsou královská rodina upírů s výjimečnými schopnostmi. Členů rodu Volturiových je pět: Aro, Markus, Caius, Jane a Alek. Aro, Marcus a Caius jsou bratři jejichž staří je přes 3000 let a vládnou společně s Jane a Alekem světu nesmrtelných.